# Discografia di Zayn
La discografia di Zayn, cantante pop britannico, è costituita da tre album in studio e diciassette singoli.

## Album in studio
| Anno | Titolo                                                                                              | Classifiche | Classifiche | Classifiche | Classifiche | Classifiche | Classifiche | Classifiche | Classifiche | Classifiche | Classifiche | Certificazioni                                     |
| Anno | Titolo                                                                                              | UK          | AUS         | CAN         | DEN         | FRA         | IRE         | ITA         | NZ          | SWE         | US          | Certificazioni                                     |
| ---- | --------------------------------------------------------------------------------------------------- | ----------- | ----------- | ----------- | ----------- | ----------- | ----------- | ----------- | ----------- | ----------- | ----------- | -------------------------------------------------- |
| 2016 | Mind of Mine - Pubblicato: 25 marzo 2016 - Etichetta: RCA - Formato: CD, LP, download digitale      | 1           | 1           | 1           | 9           | 3           | 2           | 1           | 1           | 1           | 1           | - CAN: Platino - DEN: Oro - UK: Oro - USA: Platino |
| 2018 | Icarus Falls - Pubblicato: 14 dicembre 2018 - Etichetta: RCA - Formato: CD, download digitale       | 77          | 60          | 24          | 26          | 101         | 97          | 65          | —           | 30          | 61          | - USA: Oro                                         |
| 2021 | Nobody Is Listening - Pubblicato: 15 gennaio 2021 - Etichetta: RCA - Formato: CD, download digitale | —           | —           | —           | —           | —           | —           | —           | —           | —           | —           |                                                    |

## Singoli

### Come artista principale
| Anno | Titolo                                        | Classifiche | Classifiche | Classifiche | Classifiche | Classifiche | Classifiche | Classifiche | Classifiche | Classifiche | Classifiche | Certificazioni | Album di provenienza                                    |
| Anno | Titolo                                        | UK          | AUS         | CAN         | DEN         | FRA         | IRE         | ITA         | NZ          | SWE         | US          | Certificazioni | Album di provenienza                                    |
| ---- | --------------------------------------------- | ----------- | ----------- | ----------- | ----------- | ----------- | ----------- | ----------- | ----------- | ----------- | ----------- | --- | ------------------------------------------------------- |
| 2016 | Pillowtalk                                    | 1           | 1           | 1           | 5           | 4           | 1           | 3           | 1           | 1           | 1           | - AUS: Platino (2) - CAN: Platino (4) - DEN: Platino - FRA: Platino - ITA: Platino (2) - NZL: Platino (2) - UK: Platino (2) - USA: Platino (5) | Mind of Mine                                            |
| 2016 | Like I Would                                  | 30          | 31          | 23          | —           | 117         | 32          | 57          | 38          | 39          | 55          | - AUS: Platino - CAN: Platino - ITA: Oro - UK: Argento - USA: Oro                                                                              | Mind of Mine                                            |
| 2016 | Wrong (feat. Kehlani)                         | 118         | —           | 96          | —           | —           | —           | —           | —           | —           | 13          | | Mind of Mine                                            |
| 2016 | I Don't Wanna Live Forever (con Taylor Swift) | 5           | 3           | 2           | 2           | 4           | 4           | 5           | 4           | 1           | 2           | - AUS: Platino (2) - CAN: Platino (2) - DEN: Platino - FRA: Diamante - ITA: Platino (3) - NZL: Platino - UK: Platino - USA: Platino (4)        | Fifty Shades Darker: Original Motion Picture Soundtrack |
| 2017 | Still Got Time (feat. PartyNextDoor)          | 24          | 20          | 22          | —           | 36          | 30          | 70          | 32          | 39          | 66          | - AUS: Platino - CAN: Platino - UK: Oro - USA: Oro                                                                                             | Icarus Falls                                            |
| 2017 | Dusk Till Dawn (feat. Sia)                    | 5           | 6           | 5           | 2           | 2           | 4           | 6           | 8           | 2           | 44          | - AUS: Platino (4) - CAN: Platino (2) - DEN: Oro - FRA: Diamante - ITA: Platino (3) - NZL: Platino - UK: Platino - USA: Platino (2)            | Icarus Falls                                            |
| 2018 | Let Me                                        | 20          | 29          | 33          | 26          | 74          | 42          | 82          | 32          | 34          | 73          | - AUS: Oro - NZL: Oro - USA: Oro | Icarus Falls                                            |
| 2018 | Entertainer                                   | 95          | —           | —           | —           | —           | —           | —           | 6           | —           | —           | - BRA: Platino - MEX: Oro | Icarus Falls                                            |
| 2018 | Sour Diesel                                   | —           | —           | —           | —           | —           | —           | —           | 26          | —           | —           | | Icarus Falls                                            |
| 2018 | Too Much (feat. Timbaland)                    | 79          | —           | —           | —           | —           | 89          | —           | 12          | 17          | —           | | Icarus Falls                                            |
| 2018 | Fingers                                       | —           | —           | —           | —           | —           | —           | —           | 32          | —           | —           | - BRA: Oro | Icarus Falls                                            |
| 2018 | No Candle No Light (feat. Nicki Minaj)        | —           | 95          | —           | —           | —           | —           | —           | 6           | 4           | —           | | Icarus Falls                                            |
| 2019 | Trampoline Remix (con Shaed)                  | —           | 27          | —           | —           | —           | —           | —           | 9           | 64          | —           | - AUS: Platino (2) - NZL: Platino | Melt                                                    |
| 2019 | Flames (con R3hab e Jungleboi)                | —           | —           | —           | —           | 124         | —           | —           | 22          | 7           | —           | | /                                                       |
| 2020 | Better                                        | 58          | 89          | 59          | —           | —           | 56          | —           | 5           | 51          | 89          | | Nobody Is Listening                                     |
| 2021 | Vibez                                         | —           | —           | —           | —           | —           | —           | —           | —           | —           | —           | | Nobody Is Listening                                     |

### Come artista ospite
| Anno | Titolo                                               | Classifiche | Classifiche | Classifiche | Classifiche | Classifiche | Classifiche | Certificazioni           | Album di provenienza |
| Anno | Titolo                                               | UK          | AUS         | FRA         | IRE         | NZ          | SWE         | Certificazioni           | Album di provenienza |
| ---- | ---------------------------------------------------- | ----------- | ----------- | ----------- | ----------- | ----------- | ----------- | ------------------------ | -------------------- |
| 2016 | Back to Sleep Remix (Chris Brown feat. Usher & Zayn) | —           | —           | —           | —           | —           | —           |                          | /                    |
| 2016 | Cruel (Snakehips feat. Zayn)                         | 33          | 34          | 147         | 55          | 32          | 89          | - AUS: Oro - UK: Argento | /                    |
| 2016 | Freedun (M.I.A. feat. Zayn)                          | —           | —           | —           | —           | —           | —           |                          | AIM                  |
| 2019 | Rumors (Sabrina Claudio feat. Zayn)                  | —           | —           | —           | —           | —           | —           |                          | Truth Is             |

### Altri brani entrati in classifica
| Anno | Titolo                              | Classifiche | Classifiche | Classifiche | Classifiche | Classifiche | Classifiche | Classifiche | Classifiche | Classifiche | Certificazioni        | Album di provenienza                         |
| Anno | Titolo                              | UK          | AUS         | CAN         | FRA         | IRE         | ITA         | NZ          | SWE         | US          | Certificazioni        | Album di provenienza                         |
| ---- | ----------------------------------- | ----------- | ----------- | ----------- | ----------- | ----------- | ----------- | ----------- | ----------- | ----------- | --------------------- | -------------------------------------------- |
| 2016 | It's You                            | 48          | 38          | 71          | 65          | 74          | 95          | —           | 97          | 59          |                       | Mind of Mine                                 |
| 2016 | Befour                              | 85          | 86          | 61          | 164         | 98          | 98          | —           | —           | —           |                       | Mind of Mine                                 |
| 2018 | Rainberry                           | —           | —           | —           | —           | —           | —           | 33          | —           | —           |                       | Icarus Falls                                 |
| 2018 | Good Years                          | —           | —           | —           | —           | —           | —           | 16          | 11          | —           |                       | Icarus Falls                                 |
| 2018 | There You Are                       | —           | —           | —           | —           | —           | —           | —           | —           | —           |                       | Icarus Falls                                 |
| 2019 | A Whole New World (con Zhavia Ward) | 68          | 73          | 89          | —           | 59          | —           | 8           | —           | —           | - CAN: Oro - USA: Oro | Aladdin (Original Motion Picture Soundtrack) |

## Collaborazioni
| Anno | Titolo                                            | Artista                              | Album di provenienza                                       |
| ---- | ------------------------------------------------- | ------------------------------------ | ---------------------------------------------------------- |
| 2016 | You Can't Hide/You Can't Hide from Yourself Remix | Teddy Pendergrass, Grandmaster Flash | The Get Down (Soundtrack from the Netflix Original Series) |
| 2018 | Don't Matter Remix                                | August Alsina                        | /                                                          |
| 2019 | Un mundo ideal                                    | Becky G                              | Aladdin (Original Motion Picture Soundtrack)               |